# Kommissarie Winter
Kommissarie Erik Winter är en fiktiv person i Åke Edwardsons detektivromaner. Han introducerades i boken Dans med en ängel, utgiven 1997.
Kommissarie Winter har också filmatiserats två gånger i SVT 1, första gången under perioden 2001–2002 med Johan Gry i rollen som kommissarien och senare av Magnus Krepper under våren 2009.

## Böcker
1. 1997 – Dans med en ängel
2. 1998 – Rop från långt avstånd
3. 1999 – Sol och skugga
4. 2000 – Låt det aldrig ta slut
5. 2001 – Himlen är en plats på jorden
6. 2002 – Segel av sten
7. 2005 – Rum nummer 10
8. 2006 – Vänaste land
9. 2007 – Nästan död man
10. 2008 – Den sista vintern
11. 2012 – Hus vid världens ände
12. 2013 – Marconi Park
13. 2021 – Det trettonde fallet[2]
14. 2025 – Den smutsiga floden